# Autisme atypique
Pour les articles homonymes, voir Autisme (homonymie).
 Mise en garde médicale
L’autisme atypique est un trouble du développement humain qui altère certaines fonctions cognitives. Il fait partie des troubles envahissants du développement.
Il est répertorié dans la classification internationale des maladies (CIM-10 Version 2008 : F84.1).

## Définition et description

### Définitions classiques
Une approche classique de ce terme présente l’autisme atypique est « une forme d’autisme infantile qui apparaît après l’âge de trois ans. Ses symptômes sont similaires à ceux de l’autisme infantile, hormis l’âge d’apparition ». Cette forme d’autisme tardif affecte essentiellement des enfants qui ont un retard mental important.
Selon Agnès Danis et Dominique Déret, dans un ouvrage publié en 1998, les caractéristiques de l'autisme atypique sont fréquemment rencontrées chez des enfants présentant un retard mental profond et présentant un trouble sévère du langage mais sans en expliquer la cause. dans un autre ouvrage, publié en 2017, Laurence et Vincent Lecot, reprennent sensiblement les mêmes termes tout en précisant que l'enfant touché présente « des comportements restreints stéréotypés et répétitifs ».

### Selon les différentes classifications
Cette classification a été présentée par la HAS dans un argumentaire publié en janvier 2010:
- Selon le CIM-10 (ou ICD-10)

L’autisme atypique diffère de l’autisme infantile par l’âge de survenue ou parce qu’il ne répond pas à l’ensemble des trois groupes de critères diagnostiques d’un autisme infantile. Le trouble s’accompagne souvent de nombreuses autres manifestations non spécifiques, par exemple des phobies, des perturbations du sommeil et de l’alimentation, des crises de colère et des gestes auto-agressifs.
- Selon le DSM-IV-TR et le DSM-V

L’autisme atypique est compris dans le trouble envahissant du développement non spécifié et ne présente pas de critères définis pour cette catégorie. le DSM-V n'évoque plus le terme d'autisme atypique mais des troubles de l'autisme et des TED non spécifié au sein d'une « dyade autistique ».
- Selon le CFTMEA-R

Il y a une correspondance entre autisme atypique et d' autres formes d’autisme dont un syndrome autistique incomplet ou d’apparition retardée après l’âge de 3 ans ; une psychose précoce déficitaire. Retard mental avec troubles autistiques ou psychotiques.

## Nosologie, étiologie et épidémiologie

### Nosologie
Classé comme « atypique » donc ne répondant pas au type habituel, certains cliniciens tentent encore au XXIe siècle de rapprocher cette notion avec celle de psychose infantile, alors que ce terme n'est plus employée que dans la classification française des troubles mentaux de l'enfant et de l'adolescent,.

### Étiologie
Quelquefois décrit comme un « trouble du développement dominant », les causes de l’autisme atypique sont cependant difficile à identifier. Pour certains cas, l’imagerie médicale effectuée révèle un dysfonctionnement cérébral et des anomalies anatomiques au niveau du cerveau. Une hypothèse avancée serait celle d'un trouble dû à l’effet de facteurs biochimiques mais d'autres facteurs de risque sont également pris en compte (telle que des complications survenues durant l'accoudement) et font encore l'objet d'études

### Prévalence
Entre 2010 et 2017, selon une étude publiée par le site de l'Agence nationale de santé publique 119 260 personnes souffrant de trouble envahissant du développement (TED) ont été identifiées grâce au recours aux soins, ce qui correspond à une prévalence brute de 17,9 pour 10 000. À l'intérieur de ce groupe, la répartition (non exclusive) des diagnostics était de 11 % pour l'autisme atypique.

## Traitement, suivi éducatif et prise en charge médico-sociale

### Traitement médicamenteux
Il n’existe pas de traitement pour l’autisme atypique, mais certains médicaments, prescrits par un pédiatre ou pédospyschaitre spécialisé dans ce handicap et ayant suivi l'enfant concerné, peuvent aider à améliorer le comportement du patient, ses communications et son insertion sociale.

### Suivi éducatif
La plupart des enfants diagnostiqués sous cette appellation, du fait de leurs troubles sévères du langage, sont pris en charge dans des instituts médico-éducatifs (IME), même s'il existe des exceptions. D'autres patients souffrant de ce syndrome devenus adultes peuvent se retrouver sans aucune prise en charge, car les IME n'assurent l'accueil que pour les personnes âgées de moins de 20 ans, certains parents étant contraints alors de faire appel aux élus pour trouver une solution à cet abandon, d'autres parents se tournent également vers un pays étranger pour assurer une prise en charge éducative de leur enfant adulte ou adolescent

### Prise en charge médico-sociale
Un suivi effectué par un orthophoniste spécialisé (ou logopédiste) permet souvent de remédier aux défauts de prononciation ainsi qu’aux problèmes liés au langage et à la parole. Un ergothérapeute, peut améliorer l‘habileté à effectuer des gestes de la vie quotidienne. Certains accompagnements de type ludique, artistique et musical peuvent encourager, voire permettre de développer les compétences sociales et la capacité de communication des patients.
La méthode dite des 3i (intensive, individuelle et interactive) est défendue par l'association AEVE, chargée de diffuser la méthode. Cette méthode n'est ni reconnue, ni recommandée, par la Haute autorité de santé.